# لولا (داکوتای جنوبی)
لولا(به انگلیسی: Leola) شهری در ایالت داکوتای جنوبی کشور ایالات متحده آمریکا است که جمعیت آن در سرشماری سال ۲۰۱۰ میلادی، ۴۵۷ نفر بوده‌است.